# Bulcsú Lád
Bulcsú Lád, (in ungherese Lád nembeli Bulcsú), anche noto come Biagio o Basilio (... – dopo il 1254), fu un ecclesiastico ungherese che ricoprì la carica di vescovo di Csanád tra il 1229 e il 1254. In precedenza, ricoprì la carica di prevosto di Giavarino dal 1221 al 1229 e fu cancelliere alla corte reale di re Andrea II d'Ungheria tra il 1228 e il 1229.

## Nome
Bulcsú (Bölcs) è indicato con diverse denominazioni nei documenti dell'epoca, ad esempio Bulch, Bulchi, Bulchu, Bulchv, Bulsu, Bulzo o Wulshw. Il suo nome figura anche nelle versioni di Biagio ("Blasius") e Basilio (anche Vazul, "Basilius"), principalmente nelle fonti successive all'invasione mongola del 1241-1242. Vi è inoltre una sola menzione di Bulcsú come "Benedetto", un evidente errore tipografico. A causa delle diverse varianti del nome, diversi storici, tra cui János Karácsonyi e Kálmán Juhász, hanno distinto tra loro i prelati Bulcsú e Biagio, ritenendo che quest'ultimo fosse succeduto a Bulcsú in qualità di vescovo di Csanád in seguito al 1241. Tuttavia, come ha sottolineato lo storico Attila Zsoldos, alcuni documenti del periodo precedente all'invasione mongola (1232, 1234 e 1240) si riferiscono già al prelato come «Biagio» o «Basilio», mentre è sopravvissuta anche una singola menzione di «Bulcsú» quale vescovo in carica a partire dal 1245. Pertanto, le tre varianti del nome stavano a individuare la medesima persona.

## Biografia

### Primi anni
Bulcsú discendeva dall'antica famiglia dei Lád (nota anche come Vérbulcsú), la quale prese parte alla conquista ungherese del bacino dei Carpazi alla fine del IX secolo. Secondo le Gesta Hunnorum et Hungarorum di Simone di Kéza, il progenitore della stirpe fu l'abile comandante militare del X secolo Bulcsú. La discendenza si stabilì vicino al lago Balaton, sul versante occidentale del monte Badacsony. Il feudo omonimo di Lád si trovava vicino alle moderne Badacsonytomaj e Badacsonytördemic, nel comitato di Vesprimia. I genitori di Bulcsú restano sconosciuti, ma i suoi parenti erano Alessandro, Amedeo e Stefano, che possedevano delle terre a Vesprimia nel 1258. Bulcsú aveva un fratello ignoto che possedeva un campo coltivato a Keszi, nel comitato di Zala, nel 1247.
Bulcsú nacque forse nella seconda metà del XII secolo; nel 1237, nel corso di un conflitto ecclesiastico, affermò di essere in «età anziana», ma potrebbe anche trattarsi di una falsità, poiché egli era ancora vivo nel 1254. In qualità di emissario per conto della corona, Bulcsú si recò in visita presso la Santa Sede nel 1219. Nel 1221, Bulcsú fu elevato alla carica di prevosto di Giavarino, mantenendo l'incarico fino al 1229. In tale veste, papa Onorio III delegò Bulcsú a quel tribunale ecclesiastico per giudicare la causa tra l'abbazia di Pannonhalma e Stefano Babonić, vescovo di Zagabria sulle decime nelle terre oltre il fiume Drava a cavallo tra il 1226 e il 1227. Giudicò inoltre un'altra controversia tra l'abbazia e i Cavalieri ospitalieri. Papa Gregorio IX affidò inoltre a Bulcsú il compito di supervisionare il rispetto dell'accordo tra Uris di Pannonhalma e il superiore dell'abbazia di Pilis. Questi incarichi implicano che Bulcsú fosse un conoscitore del diritto canonico.
In sostituzione di Stefano di Zagabria, Bulcsú servì come cancelliere reale alla corte di Andrea II dal 1228 al 1229. Su richiesta di Uros di Pannonhalma, il monarca ungherese incaricò Bulcsú di copiare e depositare le precedenti sentenze a favore dell'abbazia emesse dall'arcivescovo Ugrino Csák e dal palatino Nicola Szák. Bulcsú era esperto nella redazione e nello studio dei diplomi dal punto di vista dell'autenticità, tanto che esaminò personalmente le lettere di Nicola Szák nell'abbazia di Pannonhalma, prima di confermarle e trascriverle. I cosiddetti preludi salva semper ("arenga") presenti negli atti reali tra il 1228 e il 1229 si collegano all'attività di Bulcsú come cancelliere, ma è plausibile che tutti e tre i documenti siano stati redatti nella cancelleria dell'abbazia di Pannonhalma. Il ricorso di una doppia introduzione e l'uniformità delle formule di suggellamento divennero caratteristiche delle carte reali durante il mandato di Bulcsú.

### Vescovo di Csanád

#### Mandati papali
A seguito della morte di Desiderio, Bulcsú Lád fu eletto vescovo di Csanád nel 1229. Quando Roberto di Strigonio, arcivescovo di Strigonio avviò il processo di canonizzazione del suo defunto predecessore Luca nel 1231, e il 28 agosto 1231 papa Gregorio IX incaricò Bulcsú e altri due ecclesiastici – l'abate di Cikádor e il maestro dei Cavalieri ospitalieri di Esztergom – di condurre un'indagine e di spedire il loro rapporto a Roma. Dopo aver ricevuto il rapporto e la lettera a sostegno di Andrea II, il papa ordinò al legato pontificio Jacopo da Pecorara il 17 febbraio 1233 di occuparsi, tra le altre cose, della questione della canonizzazione. Nel marzo del 1232, il santo padre incaricò inoltre Bulcsú di persuadere i vescovi di Belgrado e di Braničevo (Barancs) in Bulgaria a tornare alla cattolicesimo e abbandonare così l'ortodossia e, qualora i due chierici sarebbero stati disposti a farlo, a porre le due province ecclesiastiche sotto la giurisdizione della diocesi di Sirmio, in Ungheria (la storiografia bulgara ha ritenuto che la missiva del papa avesse scatenato una guerra tra Ungheria e Bulgaria in quell'anno).
Intorno allo stesso anno, Gregorio gli affidò l'incarico di indagare sul conflitto giurisdizionale tra l'abbazia di Kolozsmonostor (Mănăștur) e Rainaldo di Belleville, vescovo di Transilvania; il prelato ignorò e violò i privilegi e i diritti del monastero, mentre Rainaldo accusò la convenzione di violare i suoi diritti episcopali. A seguito un'udienza che interessò entrambe le parti a Roma, il papa delegò Bulcsú e altri due ecclesiastici - il vescovo di Milcovia (probabilmente Teodorico) e il prevosto di Bethlen (l'odierna Beclean, in Romania) - a giudicare la causa nel novembre 1235. Durante la conclusione del giuramento di Bereg (agosto 1233), il legato pontificio Jacopo da Pecorara incaricò Bulcsú e altri quattro prelati magiari, le cui diocesi erano abitate da un numero significativo di comunità musulmane o ebraiche, di separare quelle persone dagli insediamenti cristiani e di garantire la permanenza della segregazione durante le loro crociere annuali. Su richiesta di re Andrea, Gregorio IX permise che l'inchiesta sulla separazione dei non cristiani si svolgesse ogni due anni dopo il 1235. Il papa incaricò Bulcsú e due ecclesiastici di giudicare la causa tra l'arcivescovo Roberto di Strigonio e l'abbazia di Garamszentbenedek (Hronský Beňadik, in Slovacchia) nel settembre del 1235.

#### Conflitto con l'abbazia di Biserta
Dopo il 1230, Bulcsú Lád fu coinvolto in un duro e inedito scontro con l'abbazia benedettina di Biserta, situata sulla riva sinistra del fiume Mureș (Maros), nel comitato di Arad (odierna Frumușeni, in Romania). Bulcsú intendeva esercitare il diritto al giuspatronato sul monastero, ma per tutta risposta, l'ignoto abate locale presentò un esposto al legato pontificio Jacopo da Pecorara, residente in Ungheria dal 1232. Al termine di un'istruttoria, il legato si pronunciò a favore dell'abate. Bulcsú si rifiutò di riconoscere il verdetto; Le sue truppe episcopali saccheggiarono e conquistarono il territorio dell'abbazia di Biserta, catturando e imprigionando l'abate e trentadue frati benedettini. Successivamente, il vescovo nominò abate del monastero il suo confidente, un certo frate Cornelio. Papa Gregorio chiese il rilascio dei prigionieri e istituì un tribunale investigativo, che sospese Bulcsú dal suo vescovado e scomunicò alcuni dei suoi confidenti, condannandoli per sacrilegio.

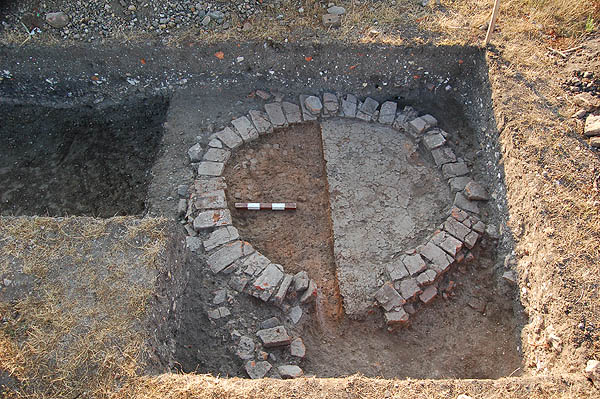
Resti dell'abbazia di Biserta nei pressi dell'odierna Frumușeni, in Romania

Bulcsú liberò i prigionieri e apparentemente si riconciliò con i monaci, ma con la sua passività impedì lo svolgimento di un'adeguata indagine papale. Il pontefice sollecitò Bulcsú a visitare la Curia romana, ma il vescovo si dimostrò riluttante. Papa Gregorio nominò il cardinale Rinaldo di Jenne (il futuro Alessandro IV) per condurre l'indagine papale sul conflitto, ma a causa dell'assenza del vescovo, non assunse alcuna decisione. Il papa, dunque, incaricò gli abati ungheresi Uros di Pannonhalma e quello ignoto di Szekszárd di rappresentare gli interessi dell'abbazia e convalidare le censure ecclesiastiche contro Bulcsú e i suoi sostenitori. Bulcsú continuò a ignorare la loro attività, costringendo i due abati a sanzionarlo con un interdetto. Una lettera papale del giugno 1236 consente di ricostruire gli eventi successivi: la situazione si deteriorò in modo inaudito, persino nelle condizioni dell'epoca, quando Bulcsú mandò degli uomini armati al suo servizio contro il monastero. Nei disordini che ne seguirono, l'abate, insieme a diversi frati e servitori, fu massacrato. I colpevoli fuggirono sotto la protezione del vescovo, dimostrando il suo coinvolgimento come istigatore dell'incidente. Papa Gregorio IX delegò gli abati di Pécsvárad, Tihany ed Ercsi a indagare sul crimine e a comminare la scomunica contro Bulcsú e i suoi complici (tra cui Cornelio). Furono incaricati inoltre di chiarire il ruolo del vescovo nell'attacco. Nel settembre del 1236, il papa nominò altri tre chierici magiari – il prevosto di Szenttamás, l'abate di Vértes e il prevosto di Zsámbék – affinché fosse riconosciuto e consegnato un indennizzo del monastero, evento che avrebbe dovuto immediatamente anticipare l'imminente convocazione di Bulcsú a Roma.
Il vescovo giustificò la sua assenza con la vecchiaia e con gravi malattie, tra cui la quasi cecità. Pertanto, papa Gregorio nominò l'abate di Zirc, priore dei Cavalieri ospitalieri in Ungheria, e Luca, prevosto di Giavarino, allo scopo di verificare le affermazioni di Bulcsú nella sua lettera inviata nell'agosto del 1237. Qualora Bulcsú fosse stato ritenuto inadatto a ricoprire la sua dignità, avrebbe dovuto essere costretto a dimettersi e un nuovo vescovo avrebbe dovuto essere eletto per supervisionare l'osservanza del diritto canonico, secondo le istruzioni del santo padre. Bulcsú delegò il suo emissario (procurator) a Roma di dialogare con Jacopo da Pecorara, il quale occupò della questione. L'emissario sottolineò le cattive condizioni di salute di Bulcsú e mise in dubbio la credibilità dei testimoni riguardo alle precedenti indagini condotte dall'abate di Pécsvárad e dai suoi co-giudici. L'espletamento di un nuovo processo portò alla luce che anche alcuni monaci di Biserta erano coinvolti nel massacro dalla parte del vescovo. Queste persone furono scomunicate, mantenendo anche la validità delle precedenti sentenze contro Cornelio e i suoi alleati. Il papa rinnovò l'incarico di Luca e dei suoi co-giudici nel 1238. La Santa Sede ordinò di nominare dei vescovi ausiliari per assistere Bulcsú, «gravemente malato», ma il processo di indagine non dimostrò che il vescovo fosse così malato, e inviò il loro rapporto a Roma entro il luglio del 1238. Nel febbraio del 1241, papa Gregorio autorizzò il suo cappellano Giovanni di Civitella, che risiedeva in Ungheria in quel periodo, e l'abate di Pilis a esaminare lo stato di salute di Bulcsú. Il pontefice sospettava che i precedenti inquirenti avessero tutti mentito in favore del vescovo, nascondendo la verità alla Santa Sede. L'imminente invasione mongola dell'Ungheria, seguita dalla morte di papa Gregorio IX e da una sede vacante durata diverso tempo dalla fine dell'anno, fece dimenticare il caso Bulcsú sia in Ungheria sia presso la Santa Sede.

#### Invasione mongola e conseguenze
(Ruggero di Puglia, Carmen miserabile super destructione regni Hungariae per Tartaros)
I mongoli sfondarono le barricate erette presso il passo Verec'kyj, nell'odierna Ucraina, e cominciarono l'invasione dell'Ungheria il 12 marzo 1241. Quando i cittadini di Pest si resero conto della presenza di elementi cumani nell'esercito invasore, si diffuse presto un'isteria di massa. Gli abitanti accusarono il loro capo Köten e i loro cumani di stare cooperando con il nemico, generando un'insurrezione durante la quale Köten e il suo seguito furono trucidati il 17 marzo 1241. Venuti a conoscenza della sorte di Köten, i cumani decisero di abbandonare l'Ungheria. Bulcsú Lád e Nicola Szák furono tra i prelati e gli aristocratici che tentarono di unirsi all'esercito reale per fronteggiare l'avanzata mongola. Stando allo storico Kálmán Juhász, le truppe della diocesi, oltre alle armate degli ispán locali Guglielmo di Crasna, Saulo di Arad e Demetrio Csák di Csanád si radunarono vicino a Timișoara, da dove il loro esercito congiunto marciò nell'Ungheria centrale. Ad ogni modo, il loro esercito, accompagnato da un gran numero di rifugiati civili, si scontrò con i cumani in fuga tra Danubio e Tibisco, che saccheggiarono e distrussero molti villaggi durante il loro cammino verso la penisola balcanica attraverso la regione della Sirmia. I soldati si imbatterono nei razziatori nelle parti centrali del regno, dove i cumani li uccisero alla fine di marzo del 1241. Nicola Szák perì nello scontro, mentre Bulcsú Lád rimase gravemente ferito e riuscì a scampare a malapena. Il vescovo fuggì nei suoi feudi sulla sponda settentrionale del Balaton, dove attese la ritirata dei mongoli fino alla primavera del 1242.
Csanád, sede episcopale, fu conquistata e data alle fiamme dai mongoli guidati da Böyek (Bogutai), mentre l'intera regione fu occupata e saccheggiata. Sotto Bulcsú, la demolita cattedrale di San Giorgio a Csanád fu ricostruita, oltre alla chiesa del Santissimo Salvatore e alla chiesa benedettina di Santa Maria in città, e assistere inoltre a una riorganizzazione delle parrocchie in tutta la diocesi. Bulcsú diede avvio alla fortificazione di numerose città, chiese e monasteri nel territorio della sua diocesi, basandosi sulle esperienze dell'invasione mongola. Il neoeletto papa Innocenzo IV incaricò Bulcsú il 7 luglio 1243 di consacrare Stefano Báncsa, il nuovo arcivescovo di Esztergom. Il papa ordinò inoltre a Bulcsú, al vescovo Zlaudus Ják di Vesprimia e all'abate di Pilis di indagare sulle circostanze dell'elezione e dell'idoneità di Filippo Türje a vescovo di Zagabria nel 1248. Bulcsú viene menzionato per l'ultima volta in vita nel 1254. Gli succedette poi Briccio, citato per la prima volta in questa veste nel 1259; resta ignoto se in quel lustro vi sia stato qualche ecclesiastico in carica.